# Thaba Mokhele
Thaba Mokhele ist ein Community Council im Distrikt Mohale’s Hoek von Lesotho. 2006 hatte die Kommune 18.135 Einwohner.

## Lage
Der Ort liegt im Südwesten von Lesotho, am Anstieg zu den Drakensbergen. Zur Kommune gehören die Orte:
| - Boikhutsong - Five Rand - Ha ’Mako - Ha Belemane - Ha Biane - Ha Bokoro - Ha Chefa - Ha Faetoa - Ha Jimi - Ha Kaphe (Maholong) - Ha Kaphe (Moreneng) - Ha Khanyane - Ha Khoale - Ha Kholoane - Ha Kooko - Ha Lisene - Ha Mabaka - Ha Mahlelebe - Ha Mahooana (Mahahaneng) - Ha Mako (Ha Folatsane) - Ha Mako (Mahlalela) - Ha Mapuru - Ha Maqeba - Ha Maqoala - Ha Masita - Ha Matseo - Ha Moeletsi - Ha Mohale - Ha Mokhothu - Ha Mokunyane - Ha Moloche - Ha Monakalali - Ha Moshabe - Ha Mosika - Ha Mosotho - Ha Mothe - Ha Mothetho - Ha Ntepe - Ha Ntsapi - Ha Pekenene | - Ha Phala - Ha Pitseng - Ha Qoane - Ha Rakhenku - Ha Ralepei - Ha Ramahloli - Ha Ramahlolonyane - Ha Ramatlali - Ha Ramokongoane - Ha Rampeli - Ha Rantšoeu - Ha Ranyakane - Ha Rasebolelo - Ha Rathobeli - Ha Ratšoeu - Ha Seabata - Ha Sehloho - Ha Sekunyane - Ha Sepinare (Moreneng) - Ha Sepinare (Sekiring) - Ha Soere - Ha Taele - Ha Tepa - Ha Thetela - Ha Thokoa - Ha Tšese - Hloahloeng - Hohobeng - Kalakeng - Khang-ka-Khotso - Kholokoe - Kolobere - Kopialena - Lefikeng - Lefikeng (Thaba-Tšoeu) - Lekhalong | - Letlapeng - Lifateng (Ha Nkunyane) - Lifateng (Lekhalong) - Lifateng (Moreneng) - Lifateng (Motse-Mocha) - Lifateng (Thoteng) - Lifateng (Tšoeneng) - Linokong - Liphofung (Ha Ralijeng) - Lithabaneng (Boithatelo) - Lithakaling - Maboneng - Makhaloaneng - Makutoaneng - Maqoala - Matsatseng - Matsaung - Matsekeng - Matsoapong - Motsekong - Nk’hunk’hu - Nkoboto - Noka-Ntšo - Nomoroane - Ntširele - Patisa - Phahameng - Phohlokong - Pontšeng - Sehlabaneng - Senekane - Terai Hoek (Ha Molomo) - Thabana-Ntšonyana - Thabaneng-tsa-Marole - Thoteng - Tutululung |